# 碱式硫酸铜
碱式硫酸铜（英文Copper sulfate basic, CAS 1344-73-6，EINECS 215-708-7）是分子式CuSO4·3Cu(OH)2·H2O的无机化合物，分子量为470.29，绿色单斜晶体。难溶于水。可由硫酸铜与氢氧化钙或氢氧化钠按一定比例反应制得。

## 用途[2]

### 低毒杀菌剂
碱式硫酸铜是一种保护性低毒杀菌剂，俗称波尔多粉、保果灵、绿得宝、杀菌特、多病宁，具有粒度细小、分散性好、耐雨水冲刷等特点，悬浮剂内还加有粘着剂，药液可粘附在植物表面形成一层保护膜，着色好，果面洁净。含有大量的钙、硼、锌、锰等微量元素，可显著提高产量和果品品质。是生产绿色食品和有机食品的首选杀菌剂。该制剂的有效成分依靠植物表面水的酸化，逐步释放铜离子，抑制真菌孢子萌发和菌丝发育。对人、畜安全，对蚕有毒。常见的剂型有80％可湿性粉剂，30％和35％悬浮剂。主要用来防治梨黑星病，在发病前和发病初期用80％碱式硫酸铜可湿性粉剂600～800倍液，或30％碱式硫酸铜悬浮剂350～500倍液喷雾，每隔10～15天喷1次，共喷5～6次。

### 波尔多液
波尔多液是一种保护性的杀菌剂，是硫酸铜和氢氧化钙的混合物，有效成分为碱式硫酸铜。可由硫酸铜、生石灰和水按比例制成，根据硫酸铜和石灰的比例，可分为等量式(1:1)，半量式(1:0.5)，倍量式 (1:2)，多量式(1:3—5)和少量式(1:0.25—0.4)几种类别。波尔多液的倍数，表示硫酸铜与水的比例，例如200倍的波尔多液表示在200份水中有1份硫酸铜。市场上常见的剂型有80%波尔多液可湿性粉剂、35%碱式硫酸铜悬浮剂、50%、80%可湿性粉剂。
波尔多液是一种农药它主要是利用重金属离子Cu2+来杀灭害虫的。用于防治稻热病、棉花叶斑病和烂铃、马铃薯晚疫病、烟草炭疽病、白菜、黄瓜的霜霉病；多种果树病害，如葡萄霜霉病，黑痘病、褐斑病、房枯病；柑橘溃疡病，疮痂病，炭疽病，黑星病；苹果锈病，早期落叶病，炭疽病；梨锈病，黑星病，轮纹病；柿圆斑病，角斑病；枣锈病等。还可以作为伤口保护剂。西红柿、瓜类、甜（辣）椒等易受石灰伤害，应选用半量式或等量式波尔多液,白菜、菜豆、莴苣等易受铜伤害，应选用倍量式波尔多液。宜选择晴天喷洒，阴雨和多雾天气等及作物花期，容易发生药害，不宜使用。